# Tomasz Gatka
Tomasz Gatka (ur. 27 czerwca 1974 w Turku) – polski bobsleista, olimpijczyk z Nagano 1998 i Salt Lake City 2002.
Jako junior uprawiał lekkoatletykę specjalizując się w skoku w dal. W roku 1993 zdobył tytuł mistrza Polski juniorów w tej specjalności.
W 1996 zdobył brązowy medal mistrzostw Polski seniorów w sztafecie 4 × 100 metrów.
Na Igrzyskach olimpijskich (zarówno w 1998 jak i 2002) startował w czwórkach bobslejowych zajmując 22. miejsce (1998) i 18. miejsce (2002).